# Jordskin
Jordskin er lyset fra Jorden der falder på Månen. Lyset fra Jorden er reflekteret solskin. Jordskin kan ses bedst ved nymåne når Jorden er næsten fuld og derfor kaster mest muligt lys op på Månen. Ved total måneformørkelse ses Månen svagt oplyst af jordskinnet.
Forholdet mellem tilbagekastet og modtaget lysstråling kaldes albedo. 
Idet Jordens reflektivitet er en bestemmende faktor for klimaet, er det af interesse at måle jordskinnets styrke. Dette kan gøres ved at observere månen med teleskoper udstyret med fotometrisk udstyr – en slags lysmålere. Målingerne fortages bedst ved at måle både intensiteten på den solskinsbelyste side af Månen og på den af jordskinnet oplyste side samtidig. Forholdet imellem de to intensiteter er proportionalt med Jordens reflektivitet. Denne målemetode giver fordele sammenlignet med dirkte absolutmålinger af jordskinnets styrke idet der opnås 'common mode rejection', hvilket er betegnelsen for målemetoder, der forkaster faktorer der påvirker to målinger lige meget. Således forkastes afhængigheden af måleinstrumenternes følsomhedsvariationer, atmosfærens gennemsigtighed og sollysets intensitet ved denne målemetode.
Målinger af Jordens reflektivitet skal foretages i en årrække, og derefter kan disse data analyseres for at se tegn på ændringer. I princip kan ændringerne i reflektivitet skyldes ændringer i Jordens klima eller i udefra kommende påvirkninger af skydækket – se f.eks. Henrik Svensmark's teori om kosmisk strålings påvirkning af skydannelsesprocesserne. Hvis der viser sig at være variationer i reflektiviteten der svarer til variationer i den kosmiske stråling kan et årsag-virknings sammenhæng bevises.
Det kan ikke udelukkes at ændringer i klimaet (hvad de så end skyldes) påvirker mængden af skyer, og derved Jordens reflektivitet, men disse ændringer forventes ikke at foregå hurtigt – de foregår snarere i takt med klimaets ændring.
Mængden af ørkener og is på Jorden påvirker også reflektiviteten og dette kan også aflæses af jordskinsobservationerne.
Ved Danmarks Meteorologiske Institut er man for tiden ved at udvikle et system til automatisk observation af Jordens reflektivitet. Med støtte fra det svenske forskningsråd VINNOVA er astronomer ved Lunds Universitet gået i gang med udvikling af måleudstyret, medens DMI arbejder med styresystemer og analysemetoder til klimaarbejdet.